# Art Modell
Arthur Bertram Modell (Brooklyn, Estados Unidos, 23 de junio de 1925 - Baltimore, Estados Unidos, 6 de septiembre de 2012) fue un empresario estadounidense, contratista y exdueño del equipo National Football League. Fue propietario de los Cleveland Browns desde 1961 a 1995 y la franquicia Baltimore Ravens desde 1996 a 2004.

## Biografía
Modell nació en Brooklyn, Nueva York, fue hijo de George L. y Kitty Maizman Modell. George era un gerente de ventas de vino que murió cuando Modell tenía 14 años. A la edad de 15 años, dejó la escuela secundaria para ayudar a su familia.